# Eublemma reninigra
Eublemma reninigra là một loài bướm đêm trong họ Erebidae.